# Opisthoteuthis borealis
Opisthoteuthis borealis is een inktvissensoort uit de familie van de Opisthoteuthidae. De wetenschappelijke naam van de soort is voor het eerst geldig gepubliceerd in 2005 door Collins.